# Adelaide Avalanche
L'Adelaide Avalanche est un club semi-professionnel de hockey sur glace de Thebarton, dans les faubourgs d'Adélaïde en Australie. Il a évolué de 2000 à 2008 dans l'AIHL, l'élite australienne, remportant les cinq premiers trophées et deux championnats dans leurs huit années de compétition.

## Historique
Avec les Sydney Bears et les Canberra Knights, l'Avalanche a été un des membres fondateurs de l'AIHL en 2000. Elle remporte le trophée inaugural. En 2001, le club remporte son deuxième titre consécutif.
En 2002, l'AIHL est élargie à six équipes. L'Avalanche finit deuxième du classement général et est finaliste de la première édition de la coupe Goodall, en s'inclinant contre les Sydney Bears.
En 2003 et 2004 avec le nouveau système de play-off, l'Avanlanche perd au premier tour puis en demi-finale. En 2005, elle remporte la saison régulière du championnat mais est rapidement éliminée en séries éliminatoires. Néanmoins l'équipe arrive en finale de la coupe Goodall mais est défaite par les Newcastle North Stars.
En 2008 le club est touché par des difficultés financières. En ne pouvant pas respecter ses engagements, la franchise est arrêtée au cours de la saison. Les joueurs sont transférés dans l'Adélaide A, qui formera l'Adelaide Adrenaline.

## Palmarès
- Vainqueur de l'AIHL : 2000, 2001.